# Vasconcelos
Vasconcelos, właśc. Walter Vasconcelos Fernandes (ur. 25 maja 1930 w Belo Horizonte – zm. 22 stycznia 1983 w Brusque) – piłkarz brazylijski, występujący podczas kariery na pozycji napastnika.

## Kariera klubowa
Vasconcelos podczas piłkarskiej kariery występował m.in. w São Paulo FC, Portuguesie Santista i SE Palmeiras. W latach 1949–1953 był zawodnikiem CR Vasco da Gama, a 1953–1960 Santos FC. Z Santosem czterokrotnie zdobył mistrzostwo stanu São Paulo – Campeonato Paulista w 1955, 1956, 1958, 1960. Potem występował jeszcze w Náutico Recife.

## Kariera reprezentacyjna
W reprezentacji Brazylii Vasconcelos zadebiutował 20 września 1955 w wygranym 2-1 meczu z reprezentacją Chile, którego stawką była Copa O'Higgins 1955, którą Brazylia wygrała. Drugi i ostatni raz w reprezentacji wystąpił 17 listopada 1955 w zremisowanym 3-3 meczu z reprezentacji Paragwaju w Copa Oswaldo Cruz 1955.